# Изота дели Ати
Изота дели Ати (на италиански: Isotta degli Atti; * ок. 1432/33, Римини, Папска държава; † 9 юли 1474) е италианска аристократка, чрез брак господарка на Римини и на Фано.

## Произход
Тя е дъщеря на богатия търговец на вълна Франческо ди Ато дели Ати († 1448) и на съпругата му Изота, дъщеря на сер Антонио от Мелдола, офицер на охраната на Комуна Римини. Благородническото семейство на Изота идва от Сасоферато в региона Марке, тъй като клон на семейството се мести в Римини в нач. на XIV век. От своя страна графовете Ати от Сасоферато имат господството над своя град и заемат публични длъжности в много италиански градове. Изглежда, че поради дълбоката връзка с родния град Ати от Римини изпращат прекрасното Разпятие от XIV век от Школата на Римини в Сасоферато; то е запазено и до днес в църквата „Сан Франческо“ в замъка на Сасоферато.

## Биография
Първия път, когато владетелят на Римини Сиджизмондо Пандолфо Малатеста, по онова време все още женен за Полисена Сфорца, забелязва 12-13-годишната девойка, е в двора на бащината му резиденция (чиито останки към XXI век са част от група къщи в североизточния край на Пиаца Малатеста). По онова време близкият замък на господаря на Римини се реставрира и разширява, и той гостува на баща ѝ в къща Роели, станала впоследствие Палацо дел Чимиеро.
Първото свидетелство за любовта на 28-годишния Сиджизмондо към момичето е от 1445 г., защото има ръкопис, който приписва на тази година любовната песен за Изота, съставена в името на Сиджизмондо от неговия канцлер Карло Валтури.
Изота ражда първия си син от Малатеста на име Джовани през 1447 г., но детето умира след няколко месеца. Връзката им обаче става публична едва през 1449 г., когато умира втората съпруга на Сиджизмондо – Полисена (вероятно от чума или удушена по поръчка на съпруга ѝ).
Бракът между Сиджизмондо и Изота е сключен през 1456 г. От този брак Сиджизмондо няма никакво политическо-военно предимство, така че може да се предположи, че той не е брак по интереси.
Сиджизмондо желае да възхвалява любовта си към Изота, която се пее от дворцови изпълнители; това поражда колективен празник, известен като „изотска литература".
Изота ражда и дъщеря на име Антония, която през 1481 г. се омъжва за Родолфо Гонзага – маркиз на Кастел Гофредо, Кастильоне и Солферино, и господар на Луцара, убита от него през 1483 г. по обвинение в изневяра.
Изота управлява града първо от името на съпруга си, изпаднал в немилост след конфликта с папа Пий II, след което като вдовица от 1468 г. от името на доведения си син Салустио до убийството му през 1469 г. по заповед на Роберто Малатеста – вероятно негов брат, извънбрачен син на съпруга ѝ, който поема контрола над града.
Изота умира на около 42-годишна възраст през 1474 г. и е погребана в храма „Малатеста“ (днешна катедрала „Санта Коломба“) в Римини.

## Памет
Нейната фигура вдъхновява поета Езра Паунд в неговите малатестиански песни.

## Брак и потомство
∞ 1456 за Сиджимондо Пандолфо Малатеста (* 9 юни 1417, Бреша; † 9 октомври 1468, Римини), господар на Римини и на Фано (1432 – 1468), от когото има един или двама сина и две дъщери (извънбрачни и узаконени):
- Джовани Малатеста († 22 май 1447, като малък, погребан в Храм „Малатеста“)
- Маргерита Малатеста (*/† XV век, Римини), ∞ февруари 1455 за Карло Фортебрачи, син на кондотиера Брачо Фортебрачи – граф на Монтоне
- Антония Малатеста (* 1451, Римини; † 25 декември 1483, Луцара, обезглавена), ∞ 1481 за Родолфо Гонзага (* 18 април 1452, † 6 юли 1495), господар на Луцара, Кастильоне и Солферино, който нарежда да я убият поради изневяра.
- Салустио Малатеста (* 1450, † 8 август 1470, Римини), вероятен